# Dolorización
Dolorización es el tercer álbum de estudio de la banda argentina de heavy metal O'Connor, publicado en 2002 por Fogón.

## Lista de canciones
Todas las letras por Claudio O'Connor y Javier Dorado excepto «Eleanor Rigby» por John Lennon y Paul McCartney. Música por Hernán García, Javier Dorado y Alejandro Cota excepto «Eleanor Rigby» por John Lennon y Paul McCartney.

| N.º | Título                        | Duración |  |
| 1.  | «Reza a la indiferencia»      | 4:16     |  |
| 2.  | «Una pena en Godoy Cruz»      | 4:02     |  |
| 3.  | «Nada nos quieren dejar»      | 3:24     |  |
| 4.  | «Eleanor Rigby» (The Beatles) | 3:09     |  |
| 5.  | «Vida Perra»                  | 4:35     |  |
| 6.  | «Dolorización»                | 4:00     |  |
| 7.  | «Yo sé que sabes»             | 4:32     |  |
| 8.  | «No quisiste entender»        | 3:56     |  |
| 9.  | «Ciencia satánica»            | 4:35     |  |
| 10. | «Solo es un juego»            | 5:26     |  |

## Créditos
O'Connor
- Claudio O'Connor - voz
- Alejandro Cota - guitarra
- Hernán García - bajo, voz (Estribillo en «Ciencia satánica»)
- Javier Dorado - batería

Producción
- Ariel Malizia - grabación, mezcla y masterización
- Ricardo Zárate - asistente de grabación y edición
- Demián Chorovicz - asistente de grabación
- Martín Russo - asistente de grabación
- Daniel Crea - asistente de grabación
- Sergio García - productor ejecutivo
- Andrés Vignolo - productor ejecutivo y mánager
- Pablo Soberano - arte, fotografía y diseño